# 류성현 (배우)
류성현은 대한민국의 배우이다.

## 학력
- 백제예술대학 방송연예과

## 출연 작품

### 영화
- 《84제곱미터》 (2025) - 공인중개사 역
- 《범죄도시 3》 (2023) - 정경식 역 (인천북부경찰서 마약반 팀장)
- 《스마트폰을 떨어뜨렸을 뿐인데》 (2023) - 형사과장 역
- 《제8일의 밤》 (2021) - 밀렵꾼 역
- 《인질》 (2021) - 평택서부경찰서 박 반장 역
- 《자산어보》 (2021) - 전라도 사투리 자문 역
- 《검객》 (2020년) - 검계두목 역
- 《시동》 (2019년) - 횟집사장 역
- 《악인전》 (2019년) - 조 사장 역
- 《해피 투게더》 (2018년) - 유 사장 역
- 《공작》 (2018년) - 기차 세관 장교 역
- 《식구》 (2018년) - 정육점주인 역
- 《변산》 (2018년) - 소장 역
- 《덕구》 (2018년) - 광우 역
- 《물물교환》 (2017년) - 구청 직원 역
- 《꾼》 (2017년) - 정 회장 역
- 《택시운전사》 (2017년) - 류 기사 역
- 《비스티걸스》 (2017년) - 대표 역
- 《박열》 (2017년) - 취객 역
- 《비정규직 특수요원》 (2017년) - 시청도시과장 역
- 《데드 어게인》 (2017년)
- 《연기의 중력》 (2016년) - 류성현 역
- 《검사외전》 (2016년) - 5년전 재소자 1 역
- 《아빠를 빌려드립니다》 (2014년) - 실내포차 형님 역
- 《정사》 (2014년)
- 《피끓는 청춘》 (2014년) - 중길집 집배원 역
- 《살인자》 (2014년) - 태진 부 역
- 《응징자》 (2013년) - 창식동료 역
- 《신세계》 (2013년) - 간부 1 역
- 《퍼펙트 게임》 (2011년) - 해태구단직원 역
- 《평양성》 (2011년) - 신라 정읍 병사 역
- 《킬미》 (2009년) - 오피스텔 건달 역
- 《거북이 달린다》 (2009년) - 용배 패거리 2 역
- 《스카우트》 (2007년) - 형사 역
- 《마강호텔》 (2007년) - 무상파 식구들 역
- 《구미호 가족》 (2006년) - 경찰 역
- 《비열한 거리》 (2006년) - 형사 1 역
- 《가족의 탄생》 (2006년) - 빚쟁이 남자 역
- 《야수》 (2006년) - 호송관 역
- 《YMCA 야구단》 (2002년) - 남루남 역
- 《서프라이즈》 (2002년) - 경찰 2 역
- 《흑수선》 (2001년) - 탈출포로들 역
- 《하면 된다》 (2000년) - 스님 역

### 드라마
- 《삼식이 삼촌》 (2024년, Disney+) - 홍영기 역
- 《야한(夜限) 사진관》 (2024년, ENA) - 자살귀 역
- 《고려 거란 전쟁》 (2023년, KBS2) - 김훈 역
- 《더 글로리》 (2022년, Netflix) - 이석재 역
- 《돼지의 왕》 (2022년, 티빙) - 황경민의 아버지 역
- 《검사내전》 (2019년, JTBC) - 박중곤 역
- 《배가본드》 (2019년, SBS)
- 《모두의 거짓말》 (2019년, OCN)
- 《아스달 연대기》 (2019년, tvN) - 골두 역
- 《더 뱅커》 (2019년, MBC) - 박정배 역
- 《미스터 션샤인》 (2018년, tvN) - 늙은 노비 역
- 《몬스터》 (2016년, MBC) - 조참 후보 역
- 《너를 기억해》 (2015년, KBS2) - 이한철 역
- 《신분을 숨겨라》 (2015년, tvN) - 백프로 역
- 《시티홀》 (2009년, SBS) - 변 국장 역